# Xã Sorkness, Quận Mountrail, Bắc Dakota
Xã Sorkness (tiếng Anh: Sorkness Township) là một xã thuộc quận Mountrail, tiểu bang Bắc Dakota, Hoa Kỳ. Năm 2010, dân số của xã này là 37 người.